# 小牧原站
小牧原站（日语：／ Komakihara eki */?）是位於愛知縣小牧市大字小牧原新田，屬於名古屋鐵道小牧線的鐵路車站。車站編號為KM05。

## 車站結構

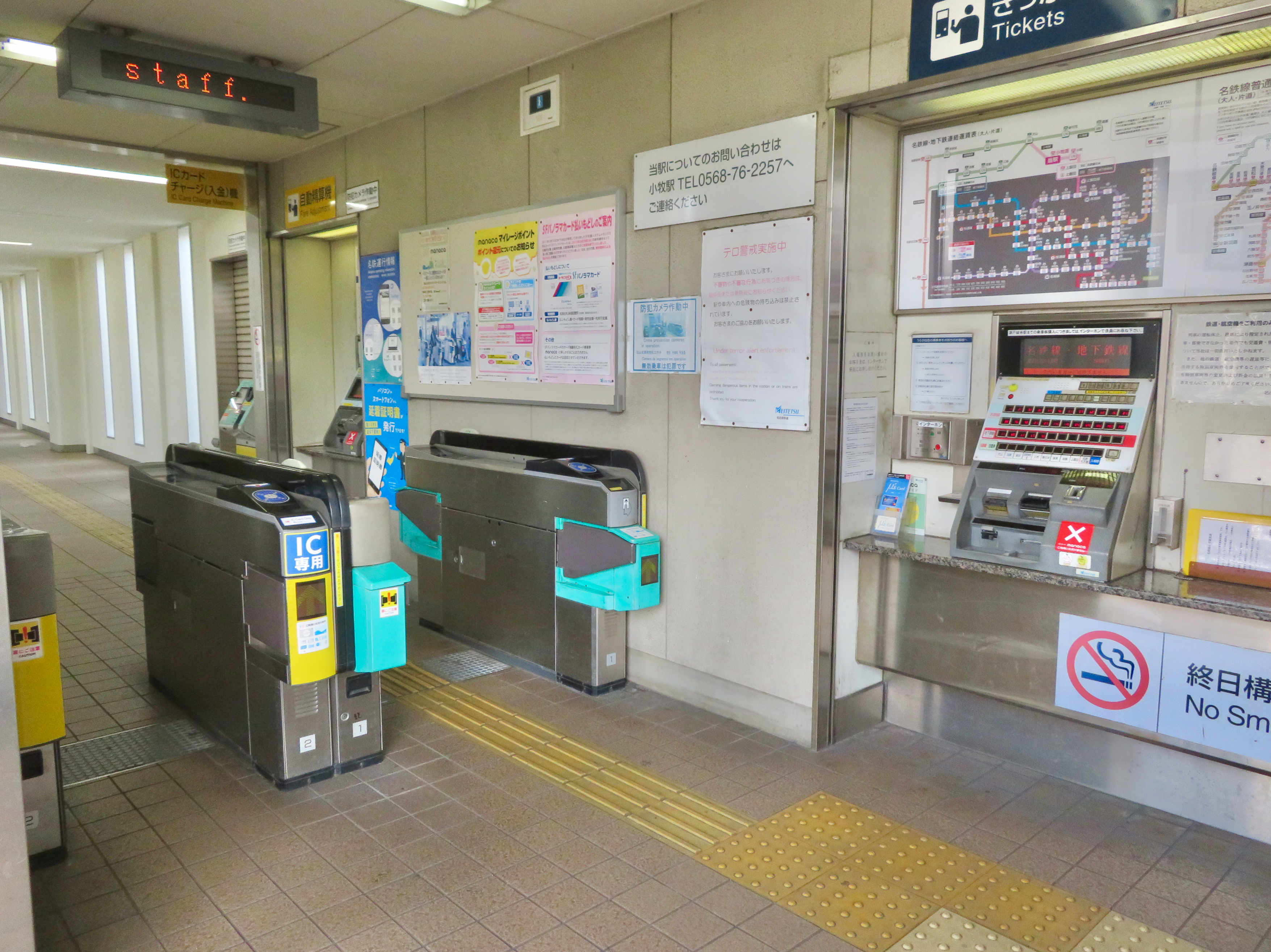
驗票閘口（(2020年2月）

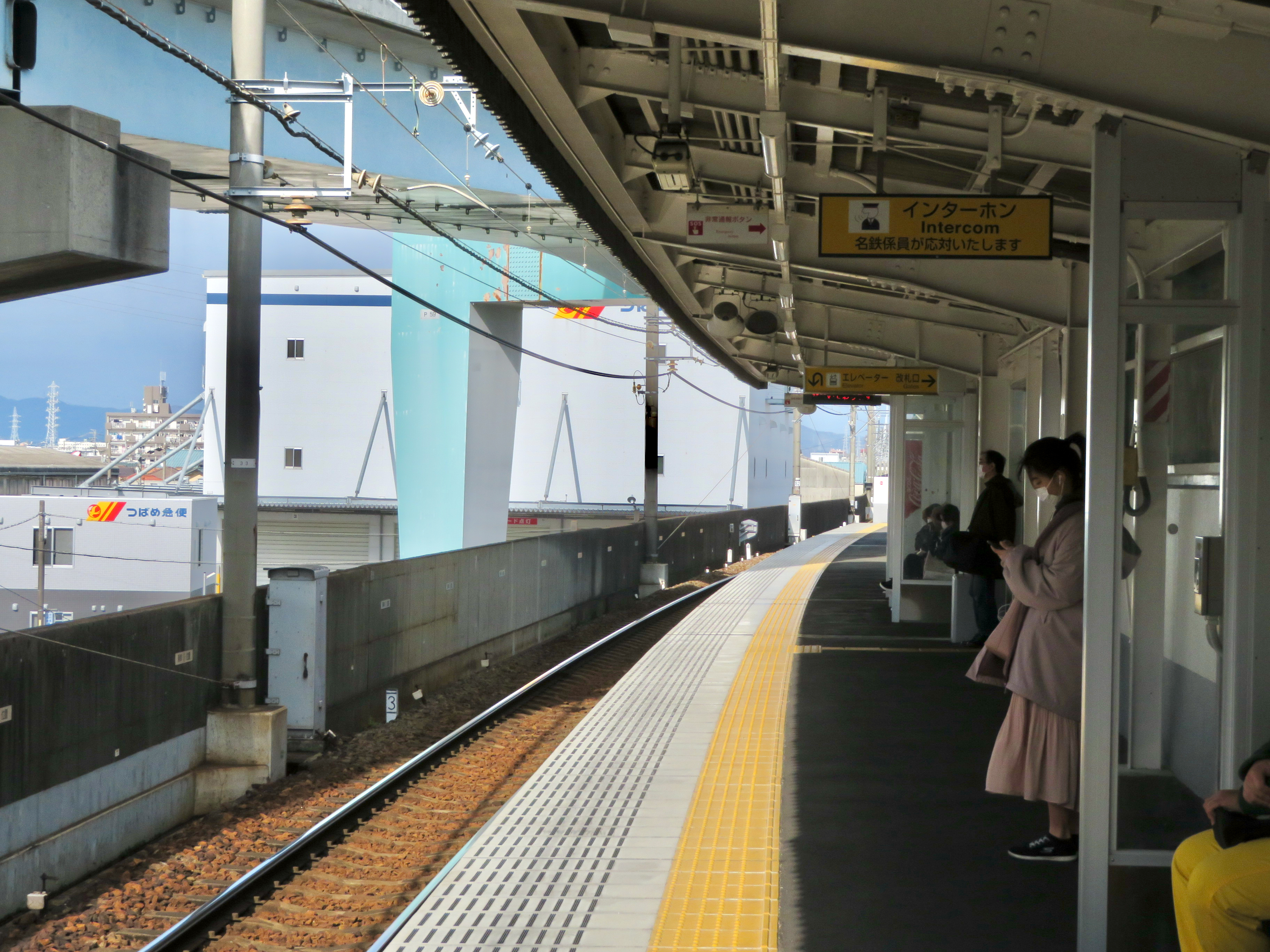
月台（2020年2月）

本站為只限側式月台1面1線的高架車站與無人站，並設有自動閘機。月台上則設有候車室。
| 路線   | 方向 | 目的地           |
| ------ | ---- | ---------------- |
| 小牧線 | 下行 | 往犬山           |
| 小牧線 | 上行 | 小牧、平安通方向 |

### 配置圖
| ← 小牧、 上飯田方向 | 小牧原站 構內配線略圖 | → 犬山方向 |
| 图例 参考文献：     |                       |            |

## 相鄰車站
名古屋鐵道
 小牧線
小牧（KM06）－小牧原（KM05）－味岡（KM04）

## 外部連結
- 小牧原 - 名古屋鐵道